# 安德烈斯·贝略
安德烈斯·贝略（西班牙語：Andrés Bello；1781年11月29日—1865年10月15日），全名安德烈斯·德赫苏斯·马里亚·何塞·贝略·洛佩斯（Andrés de Jesús María y José Bello López），又译安德烈斯·贝约，是出生于委内瑞拉的外交家、法学家、哲学家、教育家、语文学家、诗人、人文主义者。
最初是加拉加斯的殖民政府官员，曾参与委内瑞拉独立运动。1810年起担任委内瑞拉、大哥伦比亚和智利驻伦敦大使。1829年起移居智利，曾任智利外交部长及议员，参与编撰《智利民法》，并且是智利大学首任校长。贝略的政治、法律和文学著作影响重大、成就斐然，是西班牙语美洲文化的重要奠基部分。
贝略是拉丁美洲克里奥尔文化的重要象征人物。贝略的形象出现在委内瑞拉玻利瓦尔和智利比索的纸币上。委内瑞拉亦有以安德烈斯·贝略为名的勋章以及以他为名的安德烈斯·贝略天主教大学。《经济学人》的拉丁美洲专栏以安德烈斯·贝略命名。

## 生平
1781年11月29日，安德烈斯·贝略出生在委内瑞拉的加拉加斯的一个知识分子人家。贝略的家庭来自加那利群岛，父母分别是巴托洛梅·贝略与安娜·安东尼娅，巴托洛梅是一名律师及音乐家，在家庭环境的熏陶下，贝略自幼好学，少年时期在修道院跟随神父克里斯托瓦尔·德克萨达（Cristóbal de Quesada）学习拉丁语，克萨达博闻强识，也是新格拉纳达总督的秘书，他曾教授贝略拉丁文、《堂吉诃德》、佩德罗·卡尔德隆·德·拉·巴尔卡及洛佩·德·维加的戏剧作品，在15岁时，贝略便将《埃涅阿斯纪》第五卷从拉丁语译成了西班牙语:57。
安德烈斯·贝略于1796年加入圣罗莎学院（委内瑞拉中央大学前身），学习文理學、法学和医学，1800年5月9日，他以文学学士身份毕业。就读期间，贝略自学了英语和法语，还自行组织授课，日后推动南美洲脱离西班牙独立的西蒙·玻利瓦尔也曾师从贝略学习地理与文学:57。1802年，贝略进入都督府任职，同时担任《加拉加斯报》（Gazeta de Caracas）等多家报刊的主编，出版许多政治文学著作和译作，成为加拉加斯最富才识的人物之一。他的早年著作包括《委内瑞拉历史概要》（Resumen de la historia de Venezuela）和《1810年委内瑞拉大事手册及外行通用指南》（Calendario manual y guía universal del forastero en Venezuela para el año de 1810）。他也是一名小有名气的诗人，翻译了伏尔泰的悲剧《祖利马》；其诗作《与诗谈论》（Alocución a la Poesía）和《致热带地区农艺的颂歌》（La agricultura de la zona tórrida），被誉为克里奥尔文学的开端及拉丁美洲文学的“独立宣言”。著名地理学家亚历山大·冯·洪堡考察委内瑞拉期间，安德烈斯·贝略曾陪同。
1810年4月19日，安德烈斯·贝略参与委内瑞拉独立运动，参加了罢免加拉加斯都督的政变:58。新的加拉加斯最高议会成立后，指派安德烈斯·贝略为外交部长。同年6月10日，安德烈斯·贝略、玻利瓦尔和路易斯·洛佩斯·门德斯（Luis López Méndez）三人作为新独立的委内瑞拉政府代表赴伦敦请求援助，是为委内瑞拉的第一次外交出使。安德烈斯·贝略留在伦敦，并在此生活了19年，先后作为委内瑞拉、大哥伦比亚和智利驻伦敦的外交官:58。
1829年，瓜地馬拉作家安东尼奥·何塞·德·伊里萨里写信给智利政府，建议当局重用贝略，1829年2月14日，贝略偕妻子离开英国，移居智利:59。贝略成为智利外交部长，为智利的法律和人文领域做出极大贡献。他在圣地亚哥担任议员、大学教授，及多家报刊的主编。作为一位立法者，贝略是智利民法编撰工作的发起人和主要参与者。他所参与编写的智利民法在当时的时代极具创新性，影响深远。此外，他的著作《国际法原则》和《西班牙语语法》至今在美洲拥有巨大影响。1842年，贝略启发及支持了智利大学的成立，贝略本人担任校长及文学、法律和政治系教授。1865年10月15日，贝略在圣地亚哥病逝。